# Piperrada
Piperrada (francouzsky a gaskoňsky piperade) je jeden z nejtypičtějších pokrmů baskické kuchyně. Jedná se o restovanou směs cibule, zelené papriky a rajčat, ochucenou chilli paprikou Espelette. Někdy se přidává také česnek, šunka nebo vejce. Může se podávat jako hlavní jídlo, ale i jako příloha.
Název pochází ze slova piper, které v baskičtině označuje papriku.
Svou barvou (směs zelené, červené a bílé) připomíná baskickou vlajku.